# Ingola Schmitz

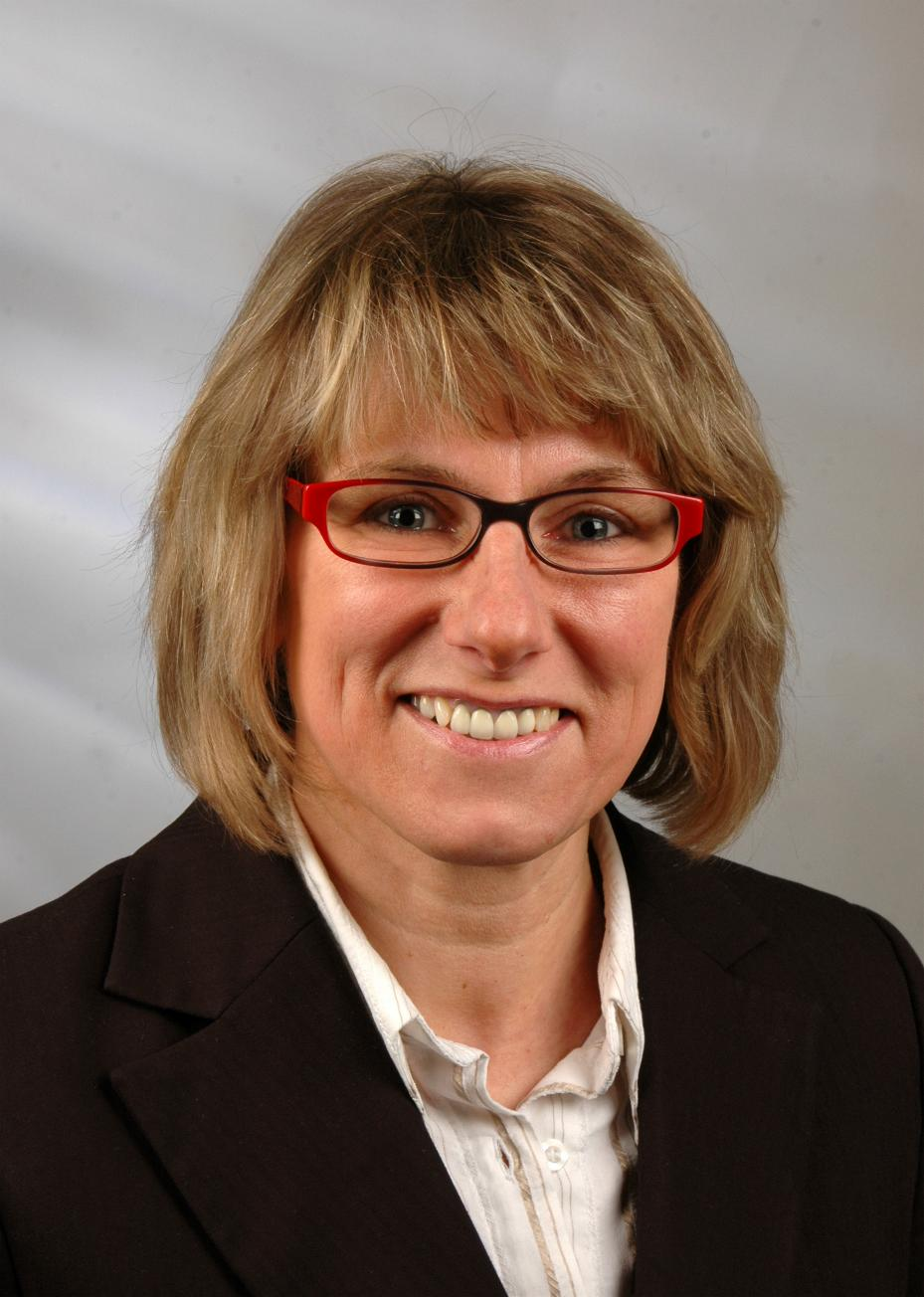
Ingola Schmitz

Ingola Stefanie Schmitz (* 25. August 1962 in Morbach) ist eine deutsche Politikerin (FDP). Sie war bis zum 31. Mai 2017 Abgeordnete des Landtags von Nordrhein-Westfalen und ist heute noch auf kommunaler Ebene für ihre Partei tätig.

## Leben
Ingola Schmitz ist Lehrerin am Gutenberg-Gymnasium in Bergheim. Sie wohnt mit ihrem Mann und ihrem Sohn in Nörvenich-Wissersheim.

## Politik
Schmitz ist Fraktionsvorsitzende im Gemeinderat von Nörvenich. In ihrer Heimatgemeinde gab es keinen Ortsverband der FDP, so dass sie zunächst in Düren Parteimitglied wurde und danach selbst den Ortsverband Nörvenich gründete.
Ingola Schmitz kandidierte nach dreijähriger Mitgliedschaft bei den Landtagswahlen 2012 im Bezirk Aachen, weil der bisherige Kandidat keine Erfolgschancen für sich sah. Schmitz wurde am 13. Mai 2012 über die Landesliste in den 16. Landtag von Nordrhein-Westfalen gewählt. In ihrem Wahlkreis Düren I erhielt sie 3,63 % der Erststimmen. Sie wurde zur Sprecherin der FDP-Landtagsfraktion für Kultur und berufliche Aus- und Weiterbildung gewählt. Real- und Gesamtschulen gehören ebenfalls zu ihrem Schwerpunktbereich.
Im Frühjahr 2014 wurde sie zur Kreisvorsitzenden gewählt. Auf einem außerordentlichen Kreisparteitag im Juni 2014 sprach dieser ihr und dem Vorstand das Misstrauen aus. Kritiker lasteten dem alten Vorstand unter anderem an, dass die eingereichte Reserveliste der FDP bei der Kreistagswahl aus rechtlichen Gründen nicht zugelassen worden war. Kritik gab es auch an der Amtsführung von Ingola Schmitz.